# GSC2713-594
GSC2713-594 — хімічно пекулярна зоря спектрального класу A0, що має видиму зоряну величину в смузі V приблизно 10,3.

## Пекулярний хімічний склад
Зоряна атмосфера GSC2713-594 має підвищений вміст 
Si
.